# 艾能奇
艾能奇（1626年—1647年），一作艾雲枝、艾奇能，明末張獻忠義子。

## 生平
與孫可望、李定國、劉文秀並稱「四將軍」。大順元年（1644年）封定北將軍。順治三年（1646年），獻忠死於西充，能奇引兵入滇，準備聯明抗清，二月十二日攻克定番，张耀等被处死。大西军余部在云南建立政权後，称定北王。永曆元年（1647年）進攻東川（今雲南會澤）。进至距东川府三十里处，遭遇當地土司祿萬鐘時的埋伏，中毒箭流血不止，回昆明，宣告不治。